# Sophie Kauer

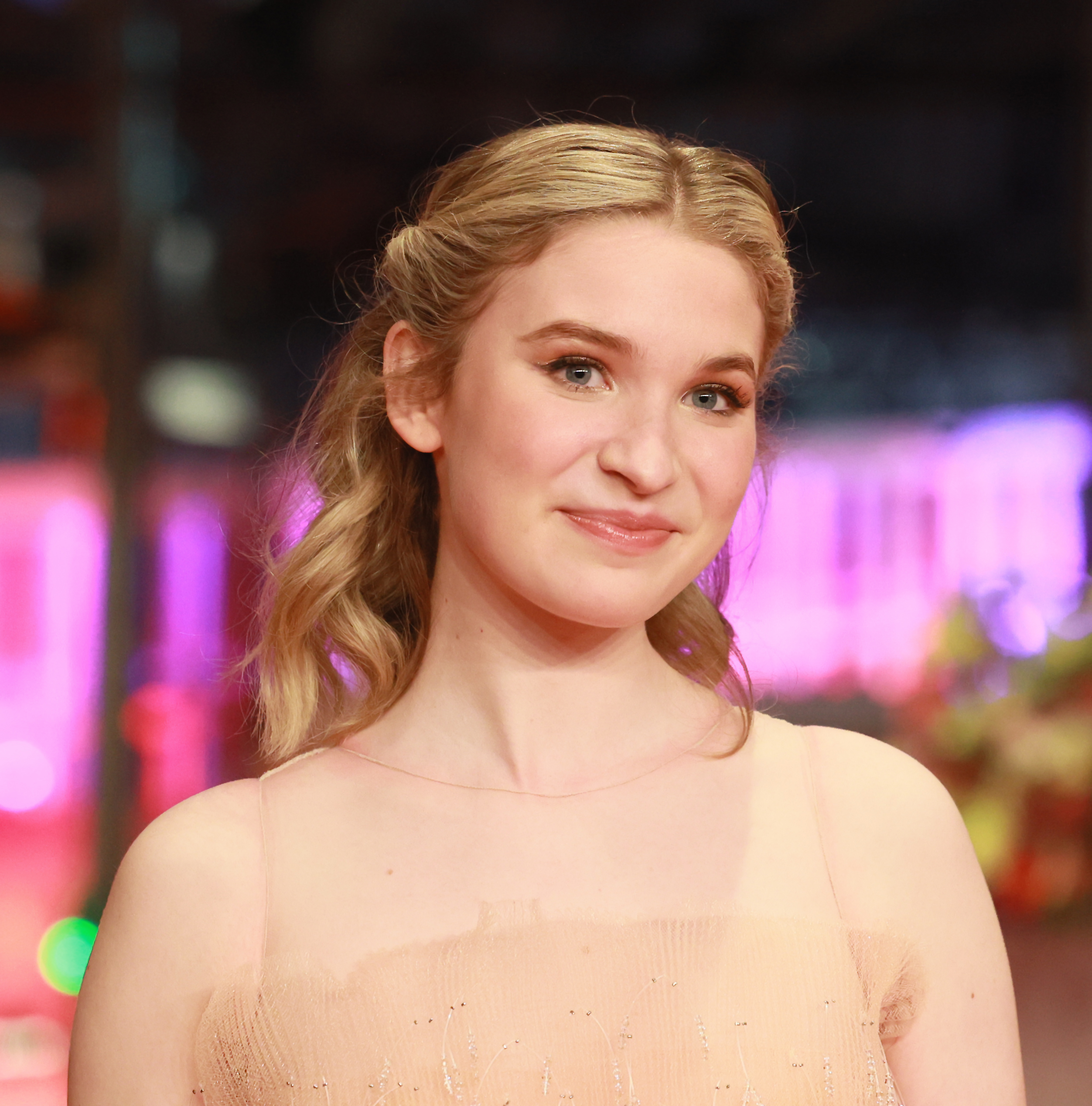
Sophie Kauer (2023)

Sophie Kauer (* 2001 in London) ist eine britisch-deutsche Cellistin und Schauspielerin. Neben ihrer Musikkarriere gab sie im Jahr 2022 ihr Debüt als Schauspielerin in dem US-amerikanischen Spielfilm Tár (2022).

## Leben und Karriere
Sophie Kauer entstammt einer britisch-deutschen Familie. Sie erhielt im Alter von acht Jahren Cellounterricht. 18 Monate später wurde sie in die Juniorabteilung der Royal Academy of Music aufgenommen. An der renommierten Musikhochschule in London studierte sie, unterstützt von einem Stipendium, sieben Jahre lang. Bis ins Alter von 16 Jahren gewann sie an der Junior Royal Academy of Music zahlreiche Auszeichnungen, darunter den „Advanced Cello Prize“, den „Lower Strings Prize“ und den „Dame Ruth Railton Chamber Prize“. Zu ihren Mentoren zählte sie Maria Zachariadou. Darüber hinaus war Kauer ab dem 13. Lebensjahr Privatschülerin von Melissa Phelps. Die britische Cellistin unterrichtete sie bis ins Alter von 18 Jahren. Ebenfalls als 13-Jährige wurde Kauer von Guy Johnston, Gewinner des Musikwettbewerbs BBC Young Musician (2000), ausgewählt, als Solistin mit Orchester aufzutreten. Sie war Cellistin des britischen National Children’s Orchestra (NCO).
Ab Herbst 2020 setzte Kauer ihr Bachelor-Studium an der Norwegischen Musikakademie in Oslo fort. Dort ist der Cellist Torleif Thedéen ihr Mentor. Als Cellistin trat sie neben dem Vereinigten Königreich auch in der Schweiz, Deutschland, Norwegen und Dänemark auf, u. a. auch in Solokonzerten. Kritikerlob erhielt sie im Juni 2022 für Antonín Dvoráks Allegro aus dem Cellokonzert Nr. 2 in h-Moll, op. 104 I während des Residenzkonzerts der liechtensteinischen Internationalen Musikakademie im Rathaussaal von Vaduz. Auch widmete sie sich Orchester- und Cellowerken von Edward Elgar, Joseph Haydn, Antonio Vivaldi und Max Bruch.
Kauer erhielt Stipendien der Internationalen Musikakademien von Liechtenstein, Astona (Schweiz), des Michael Hurd Memorial Funds, des Guildford Spring Music Festivals und des Woking Young Musicians Trusts. Meisterkurse absolvierte sie u. a. bei Andreas Brantelid, Vilde Frang, Henning Kraggerud, Troels Svane und Raphael Wallfisch.
Als Musikinstrument steht Kauer ein modernes Cello aus dem Jahr 2020 von Ragnar Hayn zur Verfügung.
Neben ihrer Musikkarriere erhielt Kauer eine größere Rolle in dem US-amerikanischen Spielfilm Tár (2022) an der Seite von Cate Blanchett. Sie war aus mehreren hundert Cellistinnen weltweit ausgewählt worden.

## Auszeichnungen (Auswahl)
- 2015: Gewinnerin des Wettbewerbs „Search for a Cello Soloist“[4]
- 2016: „Guildford Spring Music Festival Bursary for Musical Promise“[2]
- 2018: Woking Music Festival – „Young Musician of the Year“ (2. Platz)[5]
- 2019: Woking Music Festival – „Young Musician of the Year“ (1. Platz)[5]